# Alfred Kraus
JUDr. Alfred svobodný pán Kraus (JUDr. Alfred Freiherr von Kraus) (7. dubna 1824 Pardubice – 28. února 1909 Vídeň) byl rakouský právník, generál a státní úředník. Po právnických studiích na Karlo-Ferdinandově univerzitě působil ve vojenské justici, v armádě nakonec dosáhl hodnosti c. k. polního podmaršála (1880). Jako prezident vrchního vojenského soudu ve Vídni byl v roce 1881 povýšen do stavu svobodných pánů. V době rostoucího česko-německého napětí vykonával v letech 1882–1889 funkci místodržitele Českého království.

## Kariéra
Pocházel z židovské rodiny z Pardubic, byl synem koželuha Moisese Krause (1782–1868), předáka židovské obce na pardubickém panství. Po gymnáziu absolvoval práva na Karlově univerzitě a po studiích konvertoval na katolickou víru, což mu umožnilo kariéru ve státní správě. Začínal jako praktikant u vojenského vrchního soudu ve Vídni (1846–1850), v hodnosti nadporučíka byl v roce 1850 přeložen do Mantovy, kde jako vojenský soudce vedl procesy proti účastníkům italské války za nezávislost. Za zásluhy obdržel v roce 1853 Řád Františka Josefa. V roce 1857 se vrátil do Vídně a působil u četnictva jako inspektor, ještě předtím získal v Itálii Řád železné koruny III. třídy (1856) a na základě toho obdržel rytířský stav (1858). V roce 1859 byl od četnictva převelen zpět k armádě a postupoval v hodnostech (major 1862, podplukovník 1865). V letech 1862–1864 byl pobočníkem ministra války hraběte Degenfelda. Zúčastnil se prusko-rakouské války v roce 1866 a na podzim téhož roku byl povýšen na plukovníka, jeho působení v armádě se ale odehrávalo především ve vojenské justici a administraci. Od roku 1874 byl zástupcem přednosty vojenské kanceláře císaře Františka Josefa I. a v roce 1877 dosáhl hodnosti generálmajora.

## Místodržitel v Čechách
V roce 1880 byl povýšen do hodnosti c. k. polního podmaršálka a v dubnu 1881 jako rytíř Řádu železné koruny II. třídy získal titul svobodného pána. Od dubna 1881 byl prezidentem Vrchního vojenského soudu (Militär-Obergericht) ve Vídni, ale již v červenci téhož roku byl přeložen do Prahy jako dočasný správce českého místodržitelství. Do Prahy byl povolán díky důvěře Františka Josefa, jeho úřadování začalo v době rostoucího napětí mezi Čechy a Němci po nepokojích v Chuchli a odvolání dosavadního místodržitele Philippa Webera, který situaci nezvládl. Kraus byl oficiálně do funkce českého místodržitele jmenován 2. dubna 1882 a úřad zastával sedm let, v roce 1882 se stal zároveň c.a k. tajným radou. Podařilo se mu částečně utlumit česko-německé napětí, ale i když byl Čechům v podstatě nakloněn, dobový český tisk jej hodnotil spíše negativně kvůli nerozhodnosti a ustupování Němcům. Posledním činem ve funkci bylo rozpuštění Akademického čtenářského spolku v roce 1889. V září 1889 byl z funkce odvolán a při odchodu do penze obdržel velkokříž Leopoldova řádu. Novým českým místodržitelem se stal hrabě František Thun-Hohenstein.
Dožil ve Vídni, pohřben je v rodinné hrobce v Pardubicích. Jeho starší bratr Josef Kraus (1810–1892) byl c. k. poštmistrem a v roce 1867 krátce starostou v Pardubicích. Synovec Viktor von Kraus (1844–1923) byl c. k. generálem jezdectva, další synovec Artur von Kraus (1854–1930) byl podnikatelem a popularizátorem astronomie.